# A Taste of Extreme Divinity
A Taste of Extreme Divinity es el undécimo álbum de estudio de la banda sueca de death metal Hypocrisy. Fue publicado el 23 de octubre de 2009, en Europa y el 3 de noviembre en los Estados Unidos. La publicación americana contiene tres bonus track.

## Lista de canciones
1. "Valley of the Damned" – 4:17
2. "Hang Him High" – 4:35
3. "Solar Empire" – 5:16
4. "Weed out the Weak" – 3:50
5. "No Tomorrow" – 4:16
6. "Global Domination" – 5:15
7. "Taste the Extreme Divinity" – 3:36
8. "Alive" – 4:22
9. "The Quest" – 5:31
10. "Tamed (Filled With Fear)" – 4:39
11. "Sky Is Falling Down" – 4:32

## Pistas adicionales
1. "The Sinner"
2. "Taste the Extreme Divinity (2008 Demo)"
3. "Valley of the Damned (2008 Demo)"

## Posiciones en las listas y recibimiento
El álbum fue nominado a los Swedish Metal Awards en la categoría de mejor álbum de death metal.
| Año  | Álbum                       | Lista                               | Posición |
| ---- | --------------------------- | ----------------------------------- | -------- |
| 2009 | A Taste Of Extreme Divinity | Lista oficial de álbumes en Austria | No. 66   |

## Créditos
- Peter Tägtgren – voz, guitarra eléctrica
- Mikael Hedlund – bajo eléctrico
- Horgh (Reidar Horghagen) – batería